# 274
Cette page concerne l'année 274  du calendrier julien. Pour l'année 274 av. J.-C., voir 274 av. J.-C. Pour le nombre 274, voir 274 (nombre).
L'année 274 est une année commune qui commence un jeudi.

## Événements
- Février-mars[1] : Aurélien met fin à l’Empire des Gaules réunifiant ainsi l’Empire romain, avec la bataille des champs Catalauniques (bataille de Châlons) contre Tetricus, empereur des Gaules. Aurélien, après avoir réorganisé l’administration, repart pour Rome d’où il était absent depuis deux ans, laissant le gouvernement de la Gaule à Probus, qui chasse les Francs et les Alamans et rétablit la défense du limes[2].
- Printemps : Aurélien entame une vaste réforme monétaire de l'empire romain[3].
- Automne : triomphe d’Aurélien à Rome qui célèbre la réunification de l’empire et fait élever sa femme Séverine au rang d'Augusta ; Tetricus et son fils, Zénobie, chargée de chaines d’or sont montrés. Des bêtes fauves, puis de nombreux prisonniers ou représentants de toutes nationalités, suivent le cortège (dont des amazones gothes)[4]. Tetricus senior, ancien empereur des Gaules, est nommé correcteur de Lucanie. Zénobie reçoit une villa à Tibur (aujourd’hui Tivoli)[2].
- 25 décembre : le culte oriental du Dieu-Soleil (Sol Invictus) devient religion d’État de l’empire romain ; un temple lui est dédié à Rome [5].
- Aurélien quitte Rome à la fin de l'année pour combattre les Barbares, sans doute des Juthunges et des Alamans, qui ont envahi la Rhétie et assiègent Augusta Vindelicorum. Après avoir débloqué la ville, il se rend en Gaule pour réprimer de nouveaux troubles civils qui ont éclaté dans la région de Lugdunum, peut-être en relation avec la réforme monétaire. Aurélien séjourne peut-être à Autun, Sens, Auxerre et Troyes. Il fait fortifier Dijon et probablement Genabum qui prend le nom d'Aureliani, aujourd'hui Orléans[2].

## Décès en 274
- Cao Fang, empereur du Royaume de Wei.
- 30 décembre : Félix Ier, pape romain[4].